# Chýnovi-barlang

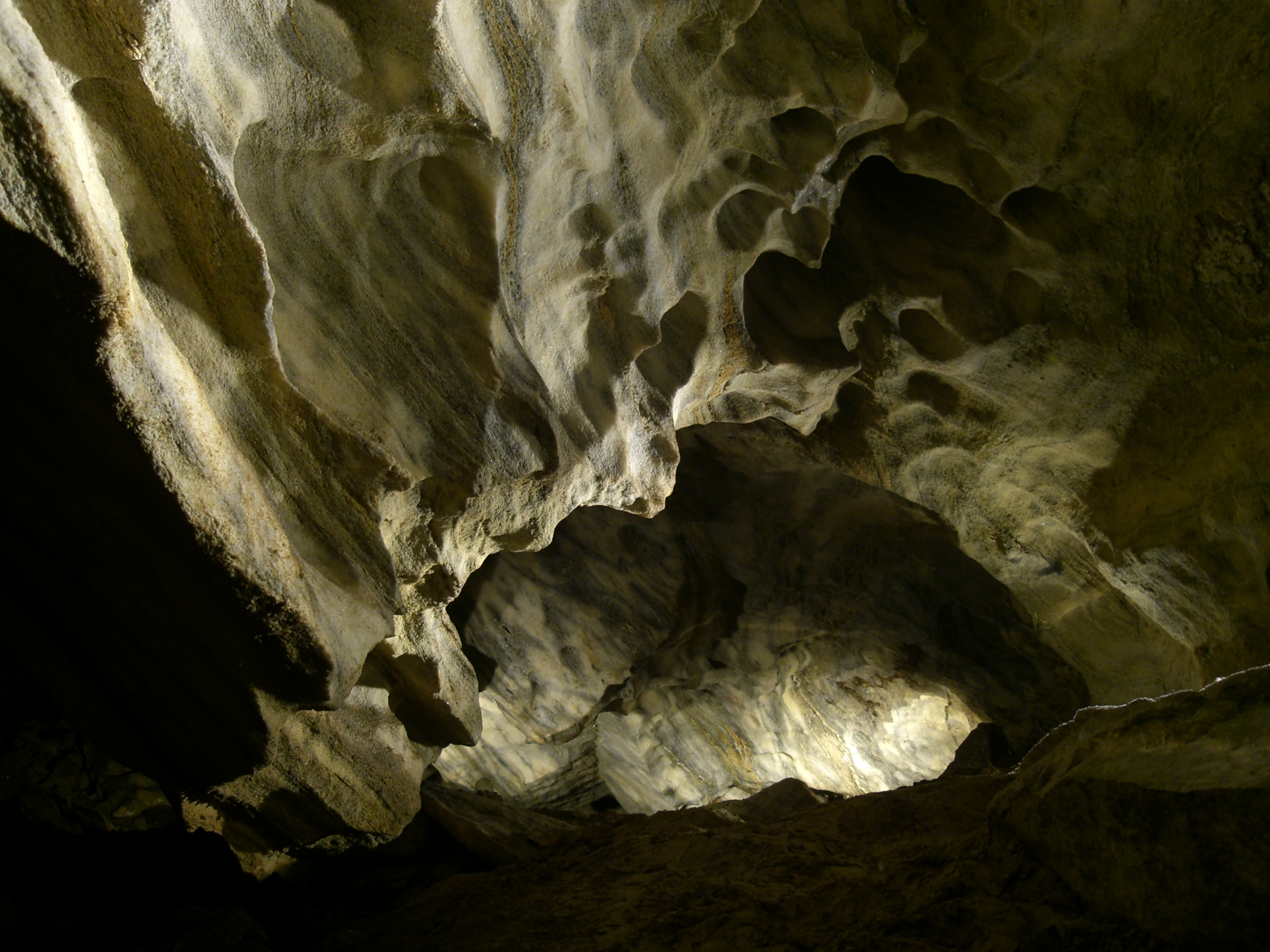
A Chýnovi-barlang részlete

A Chýnovi-barlang (csehül Chýnovská jeskyně) karsztbarlang a Cseh–Morva-dombság nyugati vidékén, Csehországban, a Tábori kerületben, Chýnov városkától északkeletre. A chýnovi volt az első, a turisták számára megnyitott csehországi barlang.
A Chýnov környéki erdőkben a 15. századtól folyt mészégetés, a barlanghoz közeli Pacova Hora nevű domb nyugati oldalában pedig 1747-ben létesítettek mészégető telepet. 1863-ban egy a Pacova Horán dolgozó kővágó munkás, Vojtěch Rytíř fedezte fel a barlang bejáratát, miután kőfejtő kalapácsa a földön húzódó hasadékba esett. Az elkövetkezendő öt évben, 1868-ig a bejáratot szabaddá tették, a barlang felső szakasza pedig a látogatók fogadására is alkalmas.
Az 534 méteres tengerszint feletti magasságban nyíló Chýnovi-barlang ismert hossza meghaladja az 1200 métert, ennek egy része víz alatt áll. A turisták által is biztonságosan bejárható szakasz mintegy 220 méteres. A kristályos mészkőben kialakult barlang legnagyobb magassága eléri a 42 métert. Nem elsősorban cseppköveiről – sztalaktitjairól és sztalagmitjairól – nevezetes, hanem fehér, sárga és barna színekben tarkálló márványfaláról, amelynek repedéseiben és üregeiben sötét színű amfibolitfoltok találhatóak.

## Fordítás
- Ez a szócikk részben vagy egészben a  Chýnovská jeskyně című német Wikipédia-szócikk ezen változatának fordításán alapul.  Az eredeti cikk szerkesztőit annak laptörténete sorolja fel. Ez a jelzés csupán a megfogalmazás eredetét és a szerzői jogokat jelzi, nem szolgál a cikkben szereplő információk forrásmegjelöléseként.